# 글라우룽
글라우룽은 《실마릴리온》과《후린의 아이들》에 등장하는 용으로써 모르고스가 오크보다 강한 병기의 필요성을 느껴 창조된 괴물이다.

## 형태
날개는 없었으나, 대신 뱃가죽을 제외한 모든 몸을 공격으로부터 방어하고 커다란 골격과 불을 뿜어내는 힘으로 적을 공격했다.

## 생애
아직 모르고스의 주된 전력으로 성장하기 전에는 핑곤의 기마궁수에 의해 격퇴된 후 은둔하였다.
성장을 마친 뒤 발록 이상의 힘을 파괴력을 가졌기에 모르고스의 뱀이라는 악명을 가지게 된다. 후에 나르고스론드 침공에 선두로 나서 전공을 세웠다.
모든 불을 뿜어내는 용의 시조이자 당대의 핵심적인 모르고스의 전력으로 활약했다.

## 최후
다만, 벨레리안드 최후의 대전쟁인 분노의 전쟁이 이르기 전에 인간 용사 투린에게 기습적으로 약점을 공격 받아 살해당했다. 치명상을 받고도 잠시 살아있던 글라우룽은 니에노르에게서 마법을 풀어 투린과 니에노르에게 마지막 괴로움을 느끼게 만들어 최후를 맞이하게 했다.